# Список концертів Шер

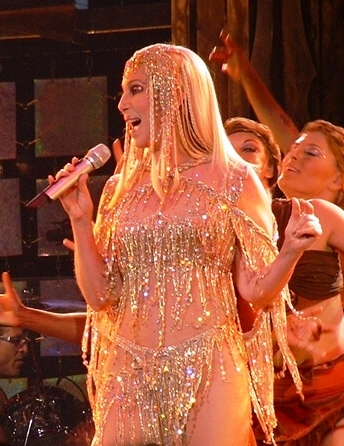
Шер під час «Living Proof: The Farewell Tour», одного з найкасовіших турів всіх часів

У статті вказаний перелік концертних турів і концертних резиденцій Шер, американської співачки та акторки. Починаючи з 1979 року Шер провела сім світових концертних турів як сольний виконавець, виступаючи в Північній Америці, Європі, Австралії та Азії. 1966 року в лос-анджелеському клубі «Hollywood Bowl» відбувся перший концерт Шер разом зі своїм колишнім чоловіком Сонні Боно.
У 1979 році Шер провела свій перший сольний концертний тур, «The Cher in Concert Tour», з виступами в Європі та Північній Америці. Після успіху із запису пісень в стилі диско-музики, Шер і її тодішній бойфренд Лес Дудек, створили гурт в стилі нової хвилі «Black Rose», з яким вона провела свій перший мінітур «The Black Rose Show». В рамках участі в складі гурту «Black Rose» відбувся дебют на сцені таких артистів, як Боб Сегер, під час концертів в Європі, і «Hall & Oates», під час виступів в Північній Америці влітку 1980 року.
Після восьми років концертного затишшя, у 1990 році Шер провела свій другий сольний аншлаговий тур («The Heart of Stone Tour»), за яким відбувся «Love Hurts Tour» 1992 року. Тур «Love Hurts» добре відомий шанувальникам завдяки скасуванню його виступів через хворобу Шер.
Після великого успіху альбому «Believe» протягом 1999—2000 років Шер провела тур «Do You Believe?». А у 2002 році вона вирушила в свій останній концертний тур-марафон («Living Proof: The Farewell Tour»), який тривав з червня 2002 року по квітень 2005 року. Він включав в себе загалом 325 концертів, бувши найбільшим концертним туром сольної виконавиці за всю історію, його збори склали 250 мільйонів доларів, ставши найкасовішим туром Шер за всю її кар'єру. У квітні 2005 року Шер завершила цей прощальний тур в «Hollywood Bowl». На той час це був найуспішніший тур, проведений сольною виконавицею.
З травня 2008 року по лютий 2011 року Шер виступала в «Сізарс-Пелас» в Лас-Вегасі, штат Невада, зі своїм новим шоу «Cher at the Colosseum». Вона підписала трирічний контракт на 200 концертів. За своє концертне повернення вона отримала 180 мільйонів доларів.
Після своїх виступів у «Сізарс-Пелас» 2008—2011 років, у 2014 році Шер провела гастролі в рамках «The Dressed to Kill Tour» після виходу її альбому «Closer to The Truth». Шер вважається однією з найуспішніших гастрольних артисток, вона посіла третє місце серед найуспішніших артистів-жінок і двадцять третє місце в загальному списку журналу «Billboard» серед найкращих концертних артистів між 1990—2014 роками.

## Концертні тури
| Роки      | Назва                           | Місця проведення | Кількість концертів | Реліз               |
| --------- | ------------------------------- | --- | ------------------- | ------------------- |
| 1979–1982 | Cher in Concert                 | 10 травня 1980–14 травня 1980 (Європа) 5 червня 1981– 11 серпня 1982 (Північна Америка) 26 листопада 1981–6 грудня 1981 (Австралія) | 25                  |                     |
| 1989—1990 | Heart of Stone Tour             | 23 серпня 1989–29 серпня 1990 (Північна Америка) 14 жовтня 1990–23 жовтня 1990 (Європа) 5 листопада 1990–12 листопада 1990 (Австралія) 2 грудня 1990–4 грудня 1990 (Північна Америка)                                                   | 89                  | VHS, Laserdisc, DVD |
| 1991—1992 | Love Hurts Tour                 | 25 жовтня 1991–12 березня 1992 (Північна Америка) 15 квітня 1992–27 травня 1992 (Європа) 23 жовтня 1992–1 листопада 1992 (Північна Америка)                                                                                             | 43                  |                     |
| 1999–2000 | Do You Believe?                 | 16 червня 1999– 28 вересня 1999 (Північна Америка) 15 жовтня 1999–15 грудня 1999 (Європа) 18 грудня 1999 (Африка) 30 грудня 1999–4 березня 2000 (Північна Америка)                                                                      | 122                 | VHS, DVD            |
| 2002–2005 | Living Proof: The Farewell Tour | 12 червня 2002–3 січня 2004 (Північна Америка) 8 травня 2004–2 липня 2004 (Європа) 23 липня 2004–7 лютого 2005 (Північна Америка) 20 лютого 2005–18 березня 2005 (Австралія) 7 квітня 2005–30 квітня 2005 (Північна Америка)            | 326                 | VHS, DVD, CD        |
| 2014      | Dressed to Kill Tour            | 22 березня 2014–11 липня 2014 (Північна Америка) | 49                  |                     |
| 2018—2020 | Here We Go Again Tour           | 21 вересня 2018–21 жовтня 2018 (Океанія) 17 січня 2019– 18 травня 2019 (Північна Америка) 26 вересня 2019–3 листопада 2019 (Європа) 19 листопада 2019–19 грудня 2019 (Північна Америка) 6 березня 2020–6 травня 2020 (Північна Америка) | 108                 |                     |

## Концертні резеденції
| Роки      | Назва                            | Місця проведення                                 | Кількість концертів | Реліз |
| --------- | -------------------------------- | ------------------------------------------------ | ------------------- | ----- |
| 1979–1982 | A Celebration at Caesar's Palace | 16 серпня 1979–11 серпня 1982 (Північна Америка) | 97                  |       |
| 2008–2011 | Cher                             | 6 травня 2008–5 лютого 2011 (Північна Америка)   | 192                 |       |
| 2017–2020 | Classic Cher                     | 8 лютого 2017–29 лютого 2020 (Півна Америка)     | 104                 |       |